# Mysolis flavidorsum
Mysolis flavidorsum är en insektsart som beskrevs av Walker 1870. Mysolis flavidorsum ingår i släktet Mysolis och familjen dvärgstritar. Inga underarter finns listade i Catalogue of Life.